# Michael Frese
Michael Frese (* 9. August 1949 in München) ist ein deutscher Psychologe. Sein Forschungsschwerpunkt liegt auf dem Gebiet der Arbeits- und Organisationspsychologie.

## Ausbildung und Beruf
Nach dem Studium der Psychologie arbeitete Frese am Lehrstuhl für Erziehungs- und Sozialwissenschaften der Technischen Universität Berlin. Er promovierte 1978 mit einem Thema zu psychischen Störungen bei Arbeitern. Ab 1980 schlossen sich Gastprofessuren an der Universität Bremen und der University of Pennsylvania an.
Im Jahr 1984 erhielt Frese eine Professur für Arbeitspsychologie an der Ludwig-Maximilians-Universität München. Von 1991 bis 2009 hatte er den Lehrstuhl für Arbeits- und Organisationspsychologie der Justus-Liebig-Universität Gießen inne; von 1995 bis 2000 zusätzlich einen Lehrstuhl an der Universität Amsterdam, für den er in Gießen zeitweise beurlaubt war. Seit 2009 ist Frese Professor für Psychologie an der Leuphana Universität Lüneburg und Professor an der Nationaluniversität Singapur.
Als Gastprofessor war er unter anderem in Kampala, London, Maryland, Michigan und Zhejiang tätig. Im Jahr 2013 wurde Michael Frese zum Mitglied der Deutschen Akademie der Naturforscher Leopoldina gewählt.
Im Jahr 2024 erhält er gemeinsam mit Robert Baron von der Oklahoma State University den Global Award for Entrepreneurship Research des Swedish Entrepreneurship Forums.
Frese ist verheiratet und Vater von zwei Kindern.

## Forschungsinteressen
Frese forschte im Bereich Stress, Arbeitswelt und Gesundheit und der Mensch-Computer-Interaktion, insbesondere über Fehlermanagement. Gegenwärtige Hauptinteressen sind Entrepreneurship und Eigeninitiative sowie Bedingungen und Auswirkungen von Innovation.